# Wapen van Ankeveen

Het wapen van de voormalige gemeente Ankeveen

Het wapen van Ankeveen werd op 20 oktober 1910 aan de Noord-Hollandse gemeente Ankeveen toegekend. Omdat de gemeente in 1966 fuseerde met 's-Graveland verviel in dat jaar ook het wapen. Wel kwam de ooievaar in het wapen terug in het nieuwe wapen van 's-Graveland. In 2002 is de gemeente 's-Graveland opgegaan in de gemeente Wijdemeren; die gemeente heeft een wapen zonder elementen uit wapens van voorgaande gemeentes. 

## Geschiedenis
Het wapen is afkomstig van het wapen van de familie De Wael, een familie die Ankeveen als bezit heeft gehad. Het wapen werd door de gemeente Ankeveen van 1910 tot de opheffing op 1 januari 1966 gevoerd. Voordat de gemeente bestond, werd het door rechtsvoorgangers gebruikt. Na de opheffing is het wapen opgenomen in het nieuwe wapen van 's-Graveland.

## Blazoenering
De blazoenering van het wapen van Ankeveen luidde als volgt:
Van zilver een ooievaar van azuur staande op eenen rietgrond van sinopel.
Dit houdt in dat het schild zilverkleurig was met daarop een blauwe ooievaar. De ooievaar staat op een groene rietgrond, de stengels zijn daarmee dus lang. Het schild is niet gekroond en heeft ook geen schildhouders.
Abbekerk
· Akersloot
· Andijk
· Ankeveen
· Anna Paulowna
· Assendelft
· Avenhorn
· Barsingerhorn
· Beemster
· Beets
· Bennebroek
· Berkenrode
· Berkhout
· Bijlmermeer
· Blokker
· Bovenkarspel
· Broek in Waterland
· Broek op Langedijk
· Buiksloot
· Bussum
· Callantsoog
· De Rijp
· Egmond
· Egmond aan Zee
· Egmond-Binnen
· Graft
·  Graft-De Rijp
· 's-Graveland
· Groet
· Grootebroek
· Grosthuizen
· Haarlemmerliede
· Haarlemmerliede en Spaarnwoude
· Harenkarspel
· Heerhugowaard
· Hensbroek
· Hoogkarspel
· Hoogwoud
· Ilpendam
· Jisp
· Kalslagen
· Katwoude
· Koedijk
· Koog aan de Zaan
· Kortenhoef
· Krommenie
· Kwadijk
· Langedijk
· Leimuiden
· Limmen
· Marken
· Middelie
· Midwoud
· Monnickendam
· Muiden
· Naarden
· Nederhorst den Berg
· Nibbixwoud
· Niedorp
· Nieuwe Niedorp
· Nieuwendam
· Nieuwer-Amstel
· Noord-Scharwoude
· Noorder-Koggenland
· Obdam
· Oosthuizen
· Opperdoes
· Oterleek
· Oude Niedorp
· Oudendijk
· Oudkarspel
· Oudorp
· Petten
· Ransdorp
· Schardam
· Scharwoude
· Schellingwoude
· Schellinkhout
· Schermer
· Schermerhorn
· Schoorl
· Schoten
· Sijbekarspel
· Sint Maarten
· Sint Pancras
· Sloten
· Spaarndam
· Spaarnwoude
· Spanbroek
· Twisk
· Urk
· Ursem
· Veenhuizen
· Venhuizen
· Warder
· Warmenhuizen
· Waverveen
· Weesp
· Weesperkarspel
· Wervershoof
· Wester-Koggenland
· Westwoud
· Westzaan
· Wieringen
· Wieringermeer
· Wieringerwaard
· Wijdenes
. Wijdewormer
. Wijk aan Zee en Duin
· Wimmenum
· Winkel
· Wognum
· Wormer
· Wormerveer
· Zaandam
· Zaandijk
· Zeevang
· Zijpe
· Zuid-Scharwoude
· Zuid- en Noord-Schermer
· Zwaag

Dorpswapens:
Hauwert
· Volendam
· Zwaagdijk-West